# 3932 Edshay
3932 Edshay (1984 SC5) là một tiểu hành tinh vành đai chính được phát hiện ngày 27 tháng 9 năm 1984 bởi M. C. Nolan và C. S. Shoemaker ở Palomar.